# Агрономовка
Агрономо́вка (рум. Agronomovca) — село в Унгенському районі Молдови, адміністративний центр однойменної комуни, до складу якої також входять села Негуреній-Ной та Зезуленій-Ной. Розташоване у центральній частині району на шосе Кишинів—Унгени за 20 км від районного центру — міста Унгенів та за 2 км від залізничної станції Пирлиці.

## Історія
Село засноване у 1912 році. За радянських часів, станом на початок 1980-х років, село було центром Агрономовської сільської ради. На той час у селі працювали: землеробська бригада колгоспу імені Володимира Леніна (центральна садиба була і селі Пирлиці), восьмирічна школа, фельдшерсько-акушерський пункт, клуб із кіноустановкою, бібліотека, дитячий садок, магазин.

## Населення
За даними перепису населення 2004 року у селі проживали 769 осіб.
Національний склад населення села:
| Національність       | Кількість осіб | Відсоток |
| -------------------- | -------------- | -------- |
| українці             | 502            | 65,3 %   |
| молдавани            | 245            | 31,9 %   |
| росіяни              | 17             | 2,2 %    |
| гагаузи              | 1              | 0,1 %    |
| інша / без відповіді | 4              | 0,5 %    |
| Всього               | 769            | 100 %    |